# Scared to Death
"Scared to Death" es una canción de la banda finlandesa HIM y el segundo sencillo de su álbum Screamworks: Love in Theory and Practice. Actualmente es el único sencillo de la banda en donde aparece una canción instrumental. El sencillo fue lanzado el 15 de marzo de 2010 en iTunes y como CD en Finlandia y Alemania. 
El video musical fue filmado en Melbourne, Australia en febrero de 2010 mientras la banda estaba en este país para el Soundwave Festival.

## Lista de canciones
| Scared to Death |                                      |          |  |
| N.º             | Título                               | Duración |  |
| 1.              | «Scared to Death»                    | 3:40     |  |
| 2.              | «Scared to Death» ((B.I.B. version)) | 2:57     |  |
| 3.              | «Scared to Death» (Instrumental)     | 3:43     |  |